# Stina Lennartsson
Stina Olivia Lennartsson, född 4 april 1997 i Bäckseda församling i Jönköpings län, är en svensk fotbollsspelare i Hammarby IFsin speldebut i det svenska landslaget 2023 mot Tyskland.
Lennartsson är uppväxt i Bäckseda i Vetlanda kommun. Hon är dotter till bandyspelaren Per Lennartsson och syster till fotbollsspelaren Petter Lennartsson och bandyspelaren Philip Lennartsson. Stina Lennartsson spelade i ungdomen även bandy i Skirö AIK och utnämndes 2015 till årets junior i svensk bandy.
Fotbollskarriären inleddes i Bäckseda IF för att sedan fortsätta i Landsbro IF åren 2013–2014. År 2015 värvades hon till Växjö DFF där hon spelade fram till 2021 då hon gick vidare till Linköping FC. Stina Lennartsson spelade innemittfältare fram till 2019 då hon flyttades till en position som yttermittfältare eller ytterback. I Linköping och i landslaget har hon agerat ytterback.
Lennartsson togs ut till det svenska landslaget 2022 och speldebuterade 2023 i en match mot Tyskland. Hon kallades in som en del av den svenska VM-truppen 2023 efter att försvararen Hanna Lundkvist blivit skadad inför mästerskapet. Hon gjorde sin VM-matchdebut den 2 augusti 2023 mot Argentina.
2 januari 2024 skrev Lennartsson kontrakt med Hammarby IF efter att kontraktet med Linköping FC gick ut.